# Mombasinia pulcherrimus
Mombasinia pulcherrimus är en insektsart som först beskrevs av De Lotto 1961.  Mombasinia pulcherrimus ingår i släktet Mombasinia och familjen ullsköldlöss.
Artens utbredningsområde är Kenya. Inga underarter finns listade i Catalogue of Life.